# 皮瓊查尼山
16°16′34″S 71°01′22″W / 16.27611°S 71.02278°W

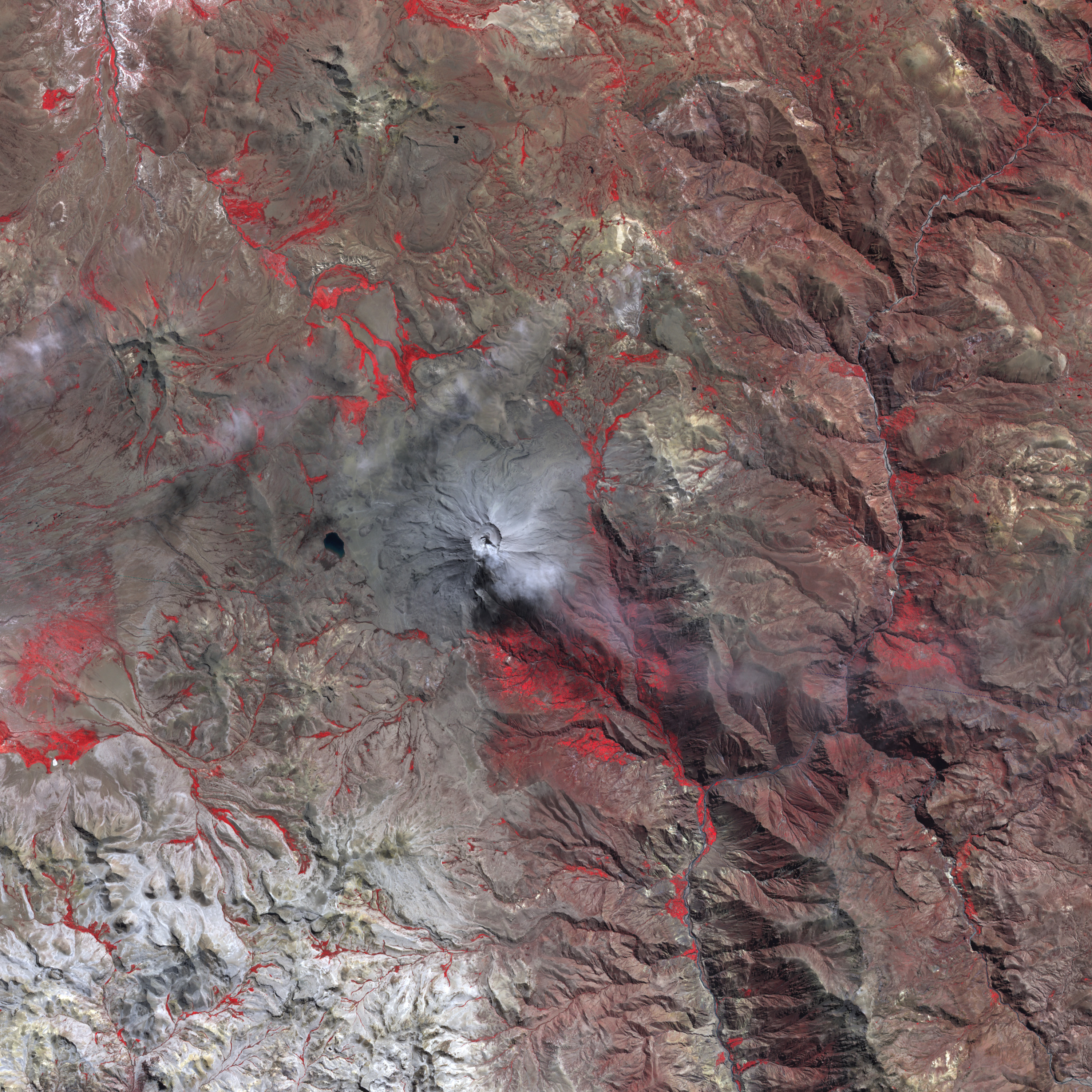

皮瓊查尼山（Phichunchäni），是秘魯的山峰，位於該國南部阿雷基帕大區，由阿雷基帕省的聖胡安德塔魯卡尼區負責管轄，屬於安地斯山脈的一部分，海拔高度5,000米。